# Felix Legueu
Félix Gabriel Legueu (ur. 12 sierpnia 1863 w Angers, zm. 2 października 1939) – francuski lekarz urolog i ginekolog. Był profesorem w Paryżu i praktykował w Hôpital Necker. Był członkiem Académie de Médecine. W 1913 roku opisał technikę chirurgiczną leczenia przetoki pochwowo-pęcherzowej. Technika ta stosowana jest do dziś z pewnymi zmianami jako operacja Dittla-Forgue-Legueu.

## Wybrane prace
- Traité médico-chirurgical de gynécologie. (1898), z Frédérikiem Labadie-Lagrave (1844-1917)
- Traitement chirurgical de l'hypertrophie prostatique. (1906)
- Traité chirurgical d'urologie. (1910)
- Exploration radiographique de l'appareil urinaire (1913), z Edmondem Papinem i G. Maingotem
- Cliniques de Necker 1912-1916, 1918-1921
- La pyéloscopie (1927), z Pierre Truchotem
- Précis d'urologie (1937), z Edmondem Papinem.